# 上章李氏宗祠
30°24′12″N 117°56′04″E / 30.40333°N 117.93444°E
上章李氏宗祠位于中国安徽省池州市青阳县陵阳镇上章村，2013年被列为第七批全国重点文物保护单位。
上章李氏宗祠始建于乾隆四十六年（1781年），建筑面积890.75平方米，由门厅、叙伦堂、寝楼三部分组成，面阔17.6米，进深50.4米。